# Deutsche Alpine Skimeisterschaften 2012
Die Deutschen Alpinen Skimeisterschaften 2012 fanden vom 24. bis 30. März 2012 am Arber und in Garmisch-Partenkirchen statt. Abfahrt, Super G und Super Kombination wurden in Garmisch ausgetragen, Riesenslalom und Slalom am Arber.

## Herren

### Abfahrt
| Platz | Name                    | Zeit        |
| ----- | ----------------------- | ----------- |
| 01    | Rok Perko (SLO)         | 1:07,06 min |
| 02    | Manuel Kramer (AUT)     | 1:07,13 min |
| 03    | Andreas Sander          | 1:07,30 min |
| 04    | Markus Dürager (AUT)    | 1:07,36 min |
| 04    | Otmar Striedinger (AUT) | 1:07,36 min |
| 06    | Manuel Schmid           | 1:07,46 min |
| 07    | Gašper Markič (SLO)     | 1:07,51 min |
| 08    | Boštjan Kline (SLO)     | 1:07,61 min |
| 09    | Josef Ferstl            | 1:07,71 min |
| 010   | Sebastian Arzt (AUT)    | 1:07,75 min |

Datum: 28. März 2012

Ort:Garmisch

### Super-G
| Platz | Name                 | Zeit    |
| ----- | -------------------- | ------- |
| 01    | Andreas Sander       | 50,18 s |
| 02    | Clemens Dorner (AUT) | 50,29 s |
| 03    | Fabio Renz           | 50,30 s |
| 04    | Josef Ferstl         | 50,37 s |
| 05    | Rok Perko (SLO)      | 50,42 s |
| 06    | Manuel Kramer (AUT)  | 50,45 s |
| 07    | Klemen Kosi (SLO)    | 50,58 s |
| 07    | Lukas Aicher         | 50,58 s |
| 09    | Philipp Zepnik       | 50,70 s |
| 010   | Boštjan Kline (SLO)  | 50,80 s |

Datum: 29. März 2012

Ort:Garmisch

### Riesenslalom
| Platz | Name                | Zeit        |
| ----- | ------------------- | ----------- |
| 01    | Magnus Walch (AUT)  | 1:56,61 min |
| 02    | Felix Neureuther    | 1:56,67 min |
| 03    | Fritz Dopfer        | 1:57,21 min |
| 04    | Stefan Luitz        | 1:57,46 min |
| 05    | Sebastian Holzmann  | 1:57,61 min |
| 06    | Benedikt Staubitzer | 1:57,90 min |
| 07    | Marc Digruber (AUT) | 1:57,94 min |
| 08    | Anton Lindebner     | 1:58,17 min |
| 09    | David Herzog (AUT)  | 1:58,31 min |
| 010   | Andreas Steinbacher | 1:58,35 min |

Datum: 24. März 2012

Ort: Arber

### Slalom
| Platz | Name                       | Zeit        |
| ----- | -------------------------- | ----------- |
| 01    | Dominik Stehle             | 1:42,73 min |
| 02    | Fritz Dopfer               | 1:43,00 min |
| 03    | Stefan Luitz               | 1:43,71 min |
| 04    | Christoph Dreier (AUT)     | 1:44,08 min |
| 05    | Christian Hirschbühl (AUT) | 1:44,69 min |
| 06    | Sebastian Holzmann         | 1:44,80 min |
| 07    | Philipp Gassner            | 1:45,69 min |
| 08    | Fabian Datzer              | 1:46,14 min |
| 09    | Nikolaus Ertl              | 1:48,65 min |
| 010   | Tristan Takats (AUT)       | 1:49,30 min |

Datum: 25. März 2012

Ort: Arber

### Super-Kombination
| Platz | Name                    | Zeit        |
| ----- | ----------------------- | ----------- |
| 01    | Natko Zrnčić-Dim (CRO)  | 1:52,51 min |
| 02    | Stefan Luitz            | 1:52,69 min |
| 03    | Klemen Kosi (SLO)       | 1:52,74 min |
| 04    | Paolo Pangrazzi (ITA)   | 1:52,80 min |
| 05    | Markus Dürager (AUT)    | 1:52,83 min |
| 06    | Julian Giacomelli       | 1:53,00 min |
| 07    | Sebastian Arzt (AUT)    | 1:53,24 min |
| 08    | Andreas Sander          | 1:53,37 min |
| 09    | Josef Ferstl            | 1:53,41 min |
| 010   | Otmar Striedinger (AUT) | 1:53,72 min |

Datum: 28. März 2012

Ort:Garmisch

## Damen

### Abfahrt
| Platz | Name              | Zeit        |
| ----- | ----------------- | ----------- |
| 01    | Ilka Štuhec (SLO) | 1:10,93 min |
| 02    | Lena Dürr         | 1:11,16 min |
| 03    | Veronique Hronek  | 1:11,51 min |
| 04    | Michaela Wenig    | 1:11,97 min |
| 05    | Christina Geiger  | 1:12,15 min |
| 06    | Ann Katrin Magg   | 1:12,30 min |
| 07    | Marina Wallner    | 1:12,42 min |
| 08    | Fanny Chmelar     | 1:12,71 min |
| 09    | Simona Hösl       | 1:12,79 min |
| 010   | Iris Dorsch       | 1:12,81 min |

Datum: 28. März 2012

Ort:Garmisch

### Super-G
| Platz | Name                 | Zeit    |
| ----- | -------------------- | ------- |
| 01    | Lena Dürr            | 52,44 s |
| 02    | Veronique Hronek     | 52,63 s |
| 03    | Ilka Štuhec (SLO)    | 52,88 s |
| 04    | Simona Hösl          | 53,31 s |
| 05    | Michaela Wenig       | 53,41 s |
| 06    | Edit Miklós (HUN)    | 53,45 s |
| 07    | Christina Sauter     | 54,12 s |
| 08    | Rebecca Bühler (LIE) | 54,19 s |
| 09    | Marlene Schmotz      | 54,23 s |
| 010   | Christina Geiger     | 54,31 s |

Datum: 29. März 2012

Ort:Garmisch

### Riesenslalom
| Platz | Name                   | Zeit        |
| ----- | ---------------------- | ----------- |
| 01    | Simona Hösl            | 2:04,35 min |
| 02    | Stefanie Wopfner (AUT) | 2:04,42 min |
| 03    | Jessica Depauli (AUT)  | 2:05,00 min |
| 04    | Susanne Weinbuchner    | 2:05,61 min |
| 05    | Michaela Schmotz       | 2:05,70 min |
| 06    | Monica Hübner          | 2:06,03 min |
| 07    | Barbara Wirth          | 2:06,18 min |
| 08    | Margret Altacher (AUT) | 2:06,54 min |
| 09    | Ann Katrin Magg        | 2:06,75 min |
| 010   | Hannah Köck (AUT)      | 2:06,90 min |

Datum: 25. März 2012

Ort: Arber

### Slalom
| Platz | Name                  | Zeit        |
| ----- | --------------------- | ----------- |
| 01    | Veronika Staber       | 1:48,87 min |
| 02    | Monica Hübner         | 1:50,03 min |
| 03    | Andrea Filser         | 1:50,28 min |
| 04    | Susanne Weinbuchner   | 1:50,41 min |
| 05    | Petra Vlhová (SVK)    | 1:50,44 min |
| 06    | Ricarda Haaser (AUT)  | 1:50,76 min |
| 07    | Hannah Köck (AUT)     | 1:51,06 min |
| 08    | Nina Perner           | 1:51,12 min |
| 09    | Karen Persyn (BEL)    | 1:51,18 min |
| 010   | Michaela Smutná (CZE) | 1:51,25 min |

Datum: 24. März 2012

Ort: Arber

### Super-Kombination
| Platz | Name                 | Zeit        |
| ----- | -------------------- | ----------- |
| 01    | Lena Dürr            | 1:56,40 min |
| 02    | Ilka Štuhec (SLO)    | 1:57,00 min |
| 03    | Christina Geiger     | 1:58,38 min |
| 04    | Rebecca Bühler (LIE) | 1:58,77 min |
| 05    | Veronique Hronek     | 1:58,79 min |
| 06    | Marina Wallner       | 1:58,90 min |
| 07    | Andrea Filser        | 1:59,16 min |
| 08    | Fanny Chmelar        | 1:59,32 min |
| 09    | Simona Hösl          | 1:59,69 min |
| 010   | Marlene Schmotz      | 1:59,76 min |

Datum: 28. März 2012

Ort:Garmisch

## Anmerkung
1. 1 2 3 4 5 6 7 8 9 10 11 12 13 14 15 16 17  Ausländische Teilnehmer erhielten keine Medaillen.